# Karli (Słowenia)
Karli – wieś w Słowenii, w gminie miejskiej Koper. 1 stycznia 2018 liczyła 2 mieszkańców.